# Festus Agu
Festus Agu (Enugu, 13 de marzo año 1975) es un exfutbolista nigeriano, jugaba en la posición de delantero, desarrolló su carrera en 15 clubes, una gran cantidad de ellos de la Bundesliga alemana.

## Carrera
Comenzó su trayectoria de futbolista en los clubes su ciudad natal, Enugu, destacó en el Enugu Rangers de Nigeria. Su primera aventura en el extranjero se produjo con solo 19 años y cuando fue contratado por el Club Bolívar de Bolivia, al parecer, tras un fichaje frustrado por el Independiente Medellín, en el club boliviano tan solo disputó 2 partidos sin ningún gol.
En el año 1995, el pintoresco presidente de la SD Compostela, José María Caneda, fichó a Festus Agu y lo definió como «una mezcla de Ronaldo y Bent Christensen» , problemas con pasaportes y papeles retrasaron su debut con el club gallego y tan solo disputó 8 partidos sin lograr marcar, a la temporada siguiente el entrenador Fernando Vázquez lo descartó y fue cedido al CD Ourense, por aquel entonces en la Segunda División de España donde jugó 9 partidos sin transformar gol.
Tras su desastrosa aventura en España, el entrañable Festus Agu probó suerte en clubes alemanes modestos como el FC St. Pauli, el Wacker Burghausen o el VfR Aalen, terminó y ya vive en Inglaterra y ejerció en el mundo de la abogacía manteniendo sus conexiones con el fútbol.

## Clubes
- 1988-1989: NITEL Vasco Gama
- 1989-1990: African Continental Bank
- 1990-1991: Bendel United
- 1991-1992: Enugu Rangers
- 1992-1993: Bendel Insurance
- 1993-1994: Enugu Rangers
- 1994-1995: Club Bolívar
- 1995-1997: SD Compostela
- 1996-1997: CD Ourense (cedido)
- 1997-1998: Optik Rathenow
- 1998-1999: Fortuna Colonia
- 2000-2001: 1. FC Schweinfurt 05
- 2001-2002: VfR Aalen
- 2002-2003: Wacker Burghausen
- 2003-2006: FC St. Pauli

- Datos: Q369165